# کاروانسرای بقم
کاروانسرای بقم مربوط به دوره صفوی است و در شهرستان اردستان، کنار جاده اصفهان به اردستان واقع شده و این اثر در تاریخ ۱۷ اسفند ۱۳۸۱ با شمارهٔ ثبت ۷۶۷۳ به‌عنوان یکی از آثار ملی ایران به ثبت رسیده است.